# Breed 77
I Breed 77 (Breed Seven-Seven) sono un gruppo musicale britannico formatosi a Gibilterra nel 1996.

## Storia del gruppo
Il gruppo ha pubblicato il primo ed eponimo album nel 2001. Nel maggio 2004 è uscito il secondo disco Cultura, contenente i singoli La última hora, The River e World's on Fire.
Nel settembre 2006, sul mercato internazionale, è uscito In My Blood (En mi sangre), album prodotto da Ron Saint-Germain, già collaboratore di Soundgarden, Tool, Creed e altre band. Il primo singolo Alive è uscito nel giugno precedente, seguito da Blind in settembre e poi da Look at Me Now, pubblicato nell'aprile 2007 assieme a una cover di Zombie dei The Cranberries.
Nel 2007, è uscito anche un album in lingua spagnola.
Nel novembre 2009, è la volta di Insects.
Nel marzo 2013, il gruppo pubblica il sesto album in studio The Evil Inside. Il primo estratto da questo album Bring on the Rain.

## Formazione

### Formazione attuale
- Paul Isola – voce (1996-2013, 2014-)
- Danny Felice – chitarre, cori (1996–)
- Ben Edis – basso (2014-)
- Pedro Caparros López – chitarre, cori (2002–)
- Andre Joyzi – batteria, percussioni (2010–)

### Ex componenti
- Lawrence Bautista – batteria (1996–1997)
- Nick Beesley – batteria (1997–1998)
- Charlie Gomez – basso (1999–2000)
- Dan Wilkinson – basso (2000)
- Peter Chichone – batteria, percussioni (1998–2006)
- Adam Lewis – batteria, percussioni (2006–2007)
- Óscar Preciado Zamora – batteria, percussioni (2007–2010)
- Rui Lopez – voce (2013–2014)
- Stuart Cavilla- basso (1996–2000; 2001–2014)

## Discografia

### Album in studio
- 2001 – Breed 77
- 2004 – Cultura
- 2006 – In My Blood (En mi sangre)
- 2007 – Un encuentro
- 2009 – Insects
- 2013 – The Evil Inside
- 2015 – Acoustic Rarities

### EP
- 1998 – The Message
- 1999 – Vol. 1
- 2003 – La última hora
- 2005 – Shadows
- 2012 – Under the Skin

### Singoli
- 2003 – La última hora
- 2004 – The River
- 2004 – World's on Fire
- 2005 – Shadows
- 2006 – Alive
- 2007 – Look at Me Now
- 2008 – El mundo en llamas
- 2008 – El rio
- 2010 – Wake Up
- 2013 – Drown
- 2013 – Bring on the Rain